# Хоман, Рейчел
Ре́йчел Кэ́трин Хо́ман (англ. Rachel Catherine Homan; род. 5 апреля 1989, Оттава) — канадская кёрлингистка, чемпион мира.
Одна из лучших современных кёрлингисток Канады, по рейтингу Ассоциации кёрлинга Канады в сезоне 2012—2013 заняла 1-е место, в сезоне 2013—2014 — 2-е место, в сезоне 2014—2015 — 3-е место, в сезоне 2015—2016 — 1-е место.
Выиграв в возрасте 27 лет женский чемпионат Канады 2017, стала самым молодым скипом среди женщин-кёрлингисток Канады, победившим в трёх чемпионатах Канады (Сандра Шмирлер выиграла третий чемпионат в 33 года, Конни Лалибёрте в 35 лет).
В составе женской сборной Канады участник зимних Олимпийских игр 2018 (заняли шестое место), чемпионатов мира (чемпионы в 2017, 2024, 2025), Панконтинентальных чемпионатов (чемпионы в 2024). В составе смешанной парной сборной Канады участник зимних Олимпийских игр 2022 (заняли пятое место).
В «классическом» кёрлинге (команда из четырёх человек одного пола) в основном играет на позиции четвёртого. Скип команды.

## Достижения
- Чемпионат мира по кёрлингу среди женщин: золото (2017, 2024, 2025), серебро (2014), бронза (2013).
- Панконтинентальный чемпионат по кёрлингу: золото (2024).
- Чемпионат Канады по кёрлингу среди женщин: золото (2013, 2014, 2017, 2024, 2025), серебро (2019, 2020, 2021), бронза (2015).
- Канадский олимпийский отбор по кёрлингу: золото (2017), бронза (2013).
- Кубок Канады по кёрлингу: золото (2015, 2019), серебро (2014, 2016), бронза (2018).
- Кубок мира по кёрлингу 2018/2019: золото (1 этап).
- Континентальный Кубок по кёрлингу (в составе команды Северной Америки или Канады): золото (2014, 2015, 2016, 2018), серебро (2019, 2020).
- Канадский олимпийский отбор по кёрлингу среди смешанных пар: серебро (2025).
- Чемпионат Канады по кёрлингу среди смешанных пар: серебро (2017), бронза (2023).
- Чемпионат мира по кёрлингу среди юниоров: серебро (2010).
- Чемпионат Канады по кёрлингу среди юниоров: золото (2010), серебро (2009).
- Зимние Канадские игры: золото (2007).
- Приз самому ценному игроку имени Сандры Шмирлер на женском чемпионате Канады: 2014, 2017.
- Команда «всех звёзд» (англ. All-Star Team) чемпионата Канады среди женщин: 2013, 2014, 2017, 2019, 2021[5].

## Спортивная карьера
Начала заниматься кёрлингом с пяти лет. Первым тренером Рейчел был Эрл Моррис, который спустя несколько лет, после того как он перестал был тренером команды Дженнифер Джонс, в 2013 вновь стал тренировать команду Хоман. Чемпионка мира 2017 года.

### 2003—2010
Хоман начала показывать выдающиеся достижения в кёрлинге уже в подростковом возрасте, выиграв подряд четыре подростковых (англ. bantam) чемпионата провинции Онтарио, с 2003 по 2006 годы. Ни один канадский кёрлингист в таком возрасте не выигрывал даже два.
Перейдя в юниорский кёрлинг, Хоман два года подряд не могла выиграть юниорский чемпионат провинции Онтарио — в 2007 проиграв в финале команде Холли Никол, а в 2008 в финале уступив команде Даниэль Инглис. Однако команда Хоман всё же победила в чемпионате 2009 года, завоевав путёвку на юниорский чемпионат Канады, где её команда (выступавшая как «команда Онтарио») в групповом этапе победила в десяти матчах, проиграв лишь в двух и пройдя с 1-го места напрямую в финал, где проиграла команде Кейтлин Лоус («команда Манитобы»).
В 2010 Хоман выиграла юниорский чемпионат провинции, а затем на юниорском чемпионате Канады 2010 победила с потрясающим результатом, выиграв 13 матчей и не проиграв ни одного; только четыре женских команды в истории чемпионата добивались такого.
Команда Хоман выступала как сборная Канады на юниорском чемпионате мира 2010 (Флимс, Швейцария) и вновь доминировала, на групповом этапе проиграв лишь одну игру; однако в финале канадки проиграли команде Швеции.
В 2007 команда Хоман (выступали как «команда Онтарио») выиграла турнир по кёрлингу на зимних Канадских играх, проходивших в Уайтхорс (территория Юкон).
Хотя до 2010 года, до того как покинуть статус юниоров, команда Хоман была слишком молодой, чтобы участвовать в женском чемпионате Канады (Scotties Tournament of Hearts), но это не стало препятствием для её участия в соревнованиях серии турниров Мирового тура по кёрлингу (англ. World Curling Tour, WCT) — и также небезуспешного. В частности, в 2007 они победили команду Дженнифер Джонс, на тот момент чемпионов мира, а в 2008 сборную Китая (скип Ван Бинъюй), серебряных призёров чемпионата мира 2008. За каждую победу команда получила призовые в размере $11,000. В 2009, также в рамках World Curling Tour, они победили в en:AMJ Campbell Shorty Jenkins Classic, заработав $5,500. Позднее в этом же году команда Хоман приняла участие в en:Canadian Olympic Curling Pre-Trials, предварительном турнире отбора на Олимпийские игры, но, выиграв 3 матча и проиграв также 3, не прошла на финальный канадский олимпийский отбор «Roar of the Rings».
В 2009 команда Хоман была отмечена на World Curling Tour как «лучшая новая команда года» (англ. Rookie Team of the Year).

### 2010—2012
В 2011-м, первом году своей взрослой карьеры, команда Хоман, выиграв чемпионат Онтарио, заняла 4-е место в чемпионате Канады, проиграв в полуфинале команде скипа Эмбер Холланд от Саскачевана, а затем в матче за бронзу команде от Новой Шотландии, которую возглавляла скип Хизер Смит-Дейси.
В апреле 2011 года Рейчел играла на позиции третьего в команде своего брата Марка, и с этой командой (где также играли Брайан Флейшхакер и Элисон Кревьязак, ещё одна из команды Хоман) победила в чемпионате Онтарио среди смешанных команд, выйдя в чемпионат Канады среди смешанных команд (проходил в ноябре 2011), где на групповом этапе они победили в 8 матчах и проиграли в 5, но не попали в плей-офф.
Также в апреле 2011 команда Хоман впервые дошла до финала одного из турниров Большого шлема, en:2011 Players' Championship, где уступила команде Дженнифер Джонс. Позднее в 2011 команда Хоман впервые выступала в розыгрыше Кубка Канады, одержав 2 победы и проиграв в 4 матчах, не пройдя в плей-офф.
В чемпионате Онтарио 2012 команда Хоман дошла до финала и считалась безоговорочным фаворитом, но проиграла команде скипа Трейси Хорган, причём проигрыш случился именно по вине Хоман, допустившей промах при последнем броске в матче. Соответственно, команда Хоман не смогла пройти на чемпионат Канады 2012.

### 2012—2013
В сезоне 2012—2013 команда Хоман добилась самых больших в своей истории успехов в World Curling Tour, хотя в начале сезона последовало несколько неудач: в первом турнире из серии Большого шлема, en:2012 Curlers Corner Autumn Gold Curling Classic, они проиграли в финале команде Шерри Мидо; в следующем турнире Большого шлема, en:2012 Manitoba Lotteries Women's Curling Classic, они вновь уступили в финале, теперь уже команде Стефани Лоутон; в третьем турнире Большого шлема, en:2012 Colonial Square Ladies Classic, они проиграли в полуфинале. Но затем одержали свою первую победу в турнирах Большого шлема 2012 Masters of Curling, где победили в финале команду Челси Кэри.
Вне рамок турниров Большого шлема, команда Хоман выиграла второй в её карьере турнир en:Royal LePage OVCA Women's Fall Classic. Далее в сезоне они квалифицировались на чемпионат Канады, победив в чемпионате Онтарио 2013. В чемпионате Канады они на групповом этапе выиграли 10 матчей, проиграв только один — против Дженнифер Джонс, и выйдя в этап плей-офф вторыми после Джонс, которая не проиграла ни одной игры; на этапе плей-офф Хоман «отомстила» Джонс, выиграв у неё и пройдя в финал, где Хоман вновь встретилась с Джонс — и вновь победила её; команда Хоман стала первой из команд Онтарио, когда-либо победившей в чемпионате Канады.
Победа в чемпионате страны дала право команде Хоман в качестве сборной Канады выступать на чемпионате мира 2013 (Рига, Латвия), где они завоевали бронзовую медаль, выиграв в матче за 3-е место у сборной США.
Команда завершила сезон, проиграв в четвертьфинале en:2013 Players' Championship.

### 2013—2014
Не очень удачно начался для команды Хоман сезон 2013—2014: они не могли никак выиграть ни один из турниров World Curling Tour, пока не победили в финале турнира 2013 Masters команду Ив Мюрхед. Этой же команде они проиграли в финале следующего турнира, en:2013 Curlers Corner Autumn Gold Curling Classic. В предыдущем сезоне они регулярно проходили в плей-офф всех турниров Большого шлема — в этом сезоне не попали в плей-офф en:2013 Colonial Square Ladies Classic.
Успехи команды Хоман в нескольких предыдущих сезонах дали им автоматическую квалификацию на национальный олимпийский отборочный турнир (en:2013 Canadian Olympic Curling Trials) за право представлять Канаду на зимней Олимпиаде 2014, но заняли там лишь 3-е место, не пройдя отбор.
Выиграв во второй раз женский чемпионат Канады 2014 (где Хоман была отмечена как самый молодой скип-чемпион в истории чемпионата, и получила также Приз самому ценному игроку имени Сандры Шмирлер, команда снова участвовала в чемпионате мира 2014 (Сент-Джон, Канада), где на этот раз завоевала серебряную медаль, уступив в финале сборной Швейцарии.
Команда завершила сезон, проиграв в финале en:2014 Players' Championship команде Дженнифер Джонс (только что победившей на зимней Олимпиаде 2014). Эта игра стала последней в составе команды для Элисон Кревьязак, которая решила переехать в Швецию к своему бойфренду, шведскому кёрлингисту Фредрику Линдбергу, игроку команды Никласа Эдина. В команде её заменила Джоанн Кортни.

## Частная жизнь
Рейчел окончила школу Cairine Wilson Secondary School в Оттаве, а затем университет Оттавы по специальности «Кинезиология» в 2011. В 2016 году состоялась свадьба Рейчел и бывшего хоккеиста Шона Жермена (англ. Shawn Germain).  Они живут в городе Бомонт (провинция Альберта), куда переехали из Сент-Пола. У них родилось двое детей: сын Ryatt Mitch, в июне 2019 года и дочь Bowyn в марте 2021 года.

## Команды
| Сезон                                               | Четвёртый    | Третий              | Второй             | Первый           | Запасной                                                           | Турниры                                            |
| --------------------------------------------------- | ------------ | ------------------- | ------------------ | ---------------- | ------------------------------------------------------------------ | -------------------------------------------------- |
| 2002—03                                             | Рейчел Хоман | Эмма Мискью         | Элисон Кревьязак   | Никки Джонстон   |                                                                    |                                                    |
| 2003—04                                             | Рейчел Хоман | Эмма Мискью         | Элисон Кревьязак   | Никки Джонстон   |                                                                    |                                                    |
| 2004—05                                             | Рейчел Хоман | Эмма Мискью         | Элисон Кревьязак   | Никки Джонстон   |                                                                    |                                                    |
| 2005—06                                             | Рейчел Хоман | Эмма Мискью         | Линн Кревьязак     | Джейми Синклер   |                                                                    |                                                    |
| 2006—07                                             | Рейчел Хоман | Эмма Мискью         | Элисон Кревьязак   | Никки Джонстон   | тренер: Эрл Моррис                                                 |                                                    |
| 2007                                                | Рейчел Хоман | Эмма Мискью         | Линн Кревьязак     | Джейми Синклер   | тренер: Эрл Моррис                                                 | КЗИ 2007                                           |
| 2007—08                                             | Рейчел Хоман | Эмма Мискью         | Элисон Кревьязак   | Линн Кревьязак   |                                                                    |                                                    |
| 2008—09                                             | Рейчел Хоман | Эмма Мискью         | Элисон Кревьязак   | Линн Кревьязак   | тренер: Эрл Моррис                                                 | ЧКЮ 2009                                           |
| 2009—10                                             | Рейчел Хоман | Эмма Мискью         | Элисон Кревьязак   | Линн Кревьязак   | Лора Крокер тренер: Эрл Моррис                                     |                                                    |
| 2009—10                                             | Рейчел Хоман | Эмма Мискью         | Лора Крокер        | Линн Кревьязак   | тренер: Эрл Моррис                                                 | ЧКЮ 2010 · ЧМЮ 2010                                |
| 2010—11                                             | Рейчел Хоман | Эмма Мискью         | Элисон Кревьязак   | Лиза Уигл        | Шерри Мидо (ЧК) тренер: Andrea Ronnebeck                           | ЧК 2011 (4 место)                                  |
| 2011—12                                             | Рейчел Хоман | Эмма Мискью         | Элисон Кревьязак   | Лиза Уигл        | тренер: Andrea Ronnebeck                                           | КК 2011 (4 место)                                  |
| 2012—13                                             | Рейчел Хоман | Эмма Мискью         | Элисон Кревьязак   | Лиза Уигл        | Стефани Ле Дрю (ЧК, ЧМ) тренер: Эрл Моррис                         | ЧК 2013 · ЧМ 2013                                  |
| 2013—14                                             | Рейчел Хоман | Эмма Мискью         | Элисон Кревьязак   | Лиза Уигл        | Хизер Смит (КООК) Стефани Ле Дрю (ЧК, ЧМ) тренер: Эрл Моррис       | КООК 2013 · ККК 2014 · ЧК 2014 · ЧМ 2014           |
| 2014—15                                             | Рейчел Хоман | Эмма Мискью         | Джоанн Кортни      | Лиза Уигл        | Шерил Кревьязак (ЧК) тренер: Ричард Харт                           | КК 2014 · ККК 2015 · ЧК 2015                       |
| 2015—16                                             | Рейчел Хоман | Эмма Мискью         | Джоанн Кортни      | Лиза Уигл        | тренер: Ричард Харт                                                | КК 2015 · ККК 2016                                 |
| 2016—17                                             | Рейчел Хоман | Эмма Мискью         | Джоанн Кортни      | Лиза Уигл        | Шерил Кревьязак (ЧК, ЧМ) тренер: Adam Kingsbury                    | КК 2016 · ЧК 2017 · ЧМ 2017                        |
| 2017—18                                             | Рейчел Хоман | Эмма Мискью         | Джоанн Кортни      | Лиза Уигл        | Шерил Кревьязак (КООК) Шерил Бернард (ЗОИ) тренер: Adam Kingsbury  | КООК 2017 · ККК 2018 · ЗОИ 2018 (6 место)          |
| 2018—19                                             | Рейчел Хоман | Эмма Мискью         | Джоанн Кортни      | Лиза Уигл        | Шерил Кревьязак (ЧК) тренеры: Нолан Тиссен (КМ), Марсель Рок       | КМ 2018/19 (1 этап) · КК 2018 · ККК 2019 · ЧК 2019 |
| 2019—20                                             | Рейчел Хоман | Эмма Мискью         | Джоанн Кортни      | Лиза Уигл        | Шерил Кревьязак (ЧК) тренер: Марсель Рок (ЧК)                      | КК 2019 · ЧК 2020                                  |
| 2020—21                                             | Рейчел Хоман | Эмма Мискью         | Сара Уилкс         | Джоанн Кортни    | Даниэль Инглис тренер: Рэнди Фёрби                                 | ЧК 2021                                            |
| 2021—22                                             | Рейчел Хоман | Эмма Мискью         | Сара Уилкс         | Джоанн Кортни    | тренер: Марсель Рок                                                | КООК 2021 (9 место)                                |
| 2022—23                                             | Рейчел Хоман | Трэйси Флёри (скип) | Эмма Мискью        | Сара Уилкс       | Kira Brunton тренер: Райан Фрай                                    | ЧК 2023 (5 место)                                  |
| 2023—24                                             | Рейчел Хоман | Трэйси Флёри        | Эмма Мискью        | Сара Уилкс       | Рашель Браун тренер: Дон Бартлетт                                  | ЧК 2024 · ЧМ 2024                                  |
| 2024—25                                             | Рейчел Хоман | Трэйси Флёри        | Эмма Мискью        | Сара Уилкс       | Рашель Браун тренеры: Виктор Челль (ПКЧ, ЧМ), Дженнифер Джонс (ЧК) | ПКЧ 2024 · ЧК 2025 · ЧМ 2025                       |
| Кёрлинг среди смешанных команд (mixed curling)      |              |                     |                    |                  |                                                                    |                                                    |
| 2011—12                                             | Mark Homan   | Рейчел Хоман        | Brian Fleischhaker | Элисон Кревьязак |                                                                    | ЧКСК 2012 (6 место)                                |
| Кёрлинг среди смешанных пар (mixed doubles curling) |              |                     |                    |                  |                                                                    |                                                    |
| 2015—16                                             | Рейчел Хоман | Марк Николс         |                    |                  |                                                                    | ЧКСП 2016 (5-8 место)                              |
| 2016—17                                             | Рейчел Хоман | Джон Моррис         |                    |                  |                                                                    | ЧКСП 2017                                          |
| 2021—22                                             | Рейчел Хоман | Джон Моррис         |                    |                  | тренеры: Скотт Пфейфер, Марк Кеннеди                               | ЗОИ 2022 (5 место)                                 |
| 2022—23                                             | Рейчел Хоман | Тайлер Тарди        |                    |                  |                                                                    | ЧКСП 2023                                          |
| 2024—25                                             | Рейчел Хоман | Брендан Боттчер     |                    |                  |                                                                    | КООКСП 2025                                        |

Во всех составах «классического» кёрлинга (женская команда из четырёх человек), кроме ЧК 2023, скип — Рейчел Хоман.